# حوض‌انبار جوجوی
حوض انبار جوجوی مربوط به دوره تیموریان است و در شهرستان خواف، بخش سنگان، دهستان پایین خواف، روستای برآباد واقع شده و این اثر در تاریخ ۶ اسفند ۱۳۸۵ با شمارهٔ ثبت ۱۷۴۳۵ به‌عنوان یکی از آثار ملی ایران به ثبت رسیده است.